# Malmö Järnvägar
De Malmö Järnvägar (afgekort: MJ) was een samenwerkingsverband van spoorwegexploitanten in de in het zuidwesten van Zweden gelegen provincie  Skåne. 

## Geschiedenis
In 1891 gingen de spoorwegexploitanten Malmö - Billesholms Järnväg (MBJ) en de Malmö - Trelleborgs Järnväg (MTJ) een samenwerkings overeengekomen als Malmö Järnvägway aan voor het voeren van een gemeenschappelijke administratie. 
De Malmö Järnväg (afgekort: MJ) werd in 1891 opgericht als voortzetting van het samenwerkingsverband en de bedrijfsvoering uitvoerde bij de volgende onafhankelijke spoorwegonderneming: 
- Malmö - Trelleborgs Järnväg (MTJ)
- Malmö - Billesholms Järnväg (MBJ)
- Trelleborg - Rydsgård Järnväg (TRJ)
- Malmö - Tomelilla Järnväg (MöToJ) 
  - Malmö - Simmrischamn Järnväg (MSJ)
- Malmö - Kontinentens Järnväg (MKJ)
- Västra Klagstorp - Tygelsjö Järnväg (KTJ)
- Hvellinge - Skanör - Falsterbo Järnväg (HSFJ)

## Genationaliseerd
De (MBJ) werd in 1896 door de staat genationaliseerd en de bedrijfsvoering over gedragen aan de SJ.
De (MKJ) werd in 1906 door de staat genationaliseerd en de bedrijfsvoering over gedragen aan de SJ.
Het samenwerkingsverband en de overige ondernemingen werden op 1 juli 1943 door de staat genationaliseerd en de bedrijfsvoering over gedragen aan de SJ.

## Bron
- Historiskt om Svenska Järnvägar
- Jarnvag.net